# Antonietta Baistrocchi
Antonietta Baistrocchi (Roma, 4 luglio 1955 – Roma, 8 giugno 1994) è stata una cestista italiana.

## Carriera
Con l'Italia ha disputato i Campionati mondiali del 1979 e i Giochi olimpici di Mosca 1980.